# Mike Conaway

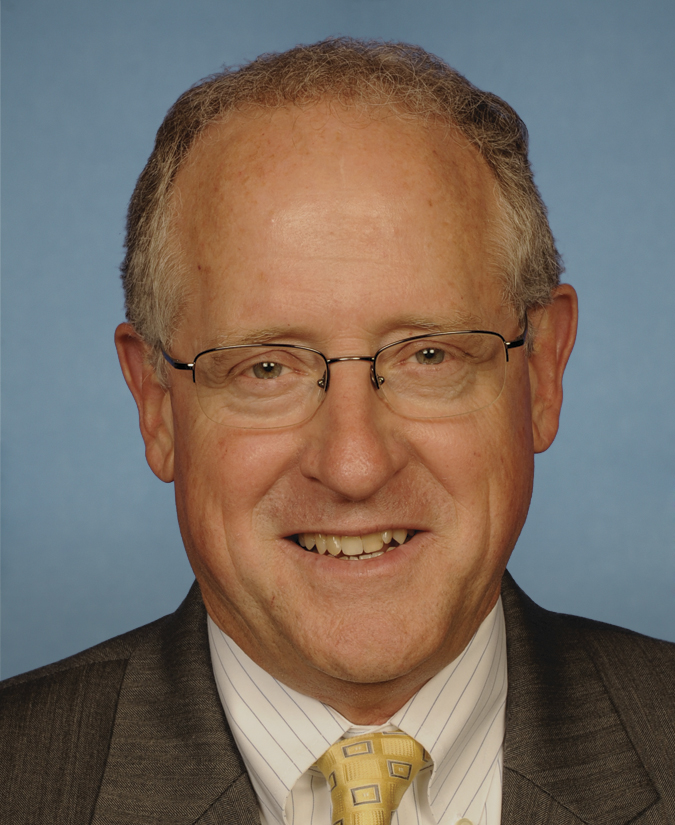
Mike Conaway

Kenneth Michael „Mike“ Conaway (* 11. Juni 1948 in Borger, Texas) ist ein US-amerikanischer Politiker. Von 2005 bis 2021 vertrat er den Bundesstaat Texas im US-Repräsentantenhaus.

## Werdegang
Mike Conaway besuchte bis 1966 die Odessa Permian High School und studierte danach bis 1970 an der Texas A&M University. Zwischen 1970 und 1972 diente er in der United States Army. Danach war er Buchhalter und Bankmanager. Zwischen 1981 und 1986 war er für die Finanzen der Firma Arbusto Energy verantwortlich. Diese wurde damals vom späteren US-Präsidenten George W. Bush geleitet, mit dem ihn bis heute eine Freundschaft verbindet. Conaway war Mitglied des Schulausschusses der Stadt Midland. Politisch schloss er Conaway der Republikanischen Partei an. Im Jahr 2003 kandidierte er noch erfolglos bei einer Nachwahl für den Kongress.
Bei den Kongresswahlen des Jahres 2004 wurde Conaway dann aber im elften Wahlbezirk von Texas in das US-Repräsentantenhaus in Washington, D.C. gewählt, wo er am 3. Januar 2005 die Nachfolge von Chet Edwards antrat. Da er bei allen folgenden Wahlen wiedergewählt wurde, kann er sein Mandat bis heute ausüben. Seine letzte Legislaturperiode lief bis zum 3. Januar 2021. Er war Mitglied im Landwirtschaftsausschuss (Vorsitzender), im Streitkräfteausschuss, und im Geheimdienstausschuss sowie in insgesamt zwei Unterausschüssen. Vormals gehörte er auch dem im Ethikausschuss an, den er zwischen 2013 und 2015 leitete.